# Václav Parléř

Velká jižní věž katedrály sv. Víta v Praze se Zlatou branou je dílo Václava Parléře a jeho stavitelů. S výškou 96,6 m je třetí nejvyšší kostelní věží v Česku.

Václav Parléř (německy Wenzel Parler, asi 1360 Praha — 1404 Vídeň) byl česko-německý architekt a sochař z rodu Parléřů. V období pozdního středověku pracoval na gotických chrámech ve Svaté říši římské, především v Praze, Nördlingenu a Vídni.

## Život a činnost
Václav Parléř se narodil pravděpodobně v Praze jako syn Petra Parléře ze slavného stavitelského rodu Parléřů.
Své první dílo Václav Parléř vykonal v Praze ve druhé polovině 70. let 14. století. Zde se minimálně do roku 1392 podílel na výstavbě katedrály sv. Víta.
V roce 1398 vedení stavby katedrály převzal jeho bratr Jan Parléř mladší a po nich nastoupil jistý mistr Petřík. Za působení těchto tří mistrů byla dokončena příčná loď a velká věž, stejně jako štít, který spojuje věž s jižní příčnou lodí. Předsíň chrámu zvaná Zlatá brána se stala portálem, kterým do katedrály vcházeli čeští králové ke korunovačním ceremoniím.
Z Prahy odešel roku 1398 a stavbu katedrály převzal jeho mladší bratr Jan Parléř mladší. Ačkoli to není jasně zdokumentováno, Václav pravděpodobně pokračoval dohlížet na stavbu kostela svatého Salvátora v Nördlingenu, svobodném říšském městě. Od roku 1400 se objevuje ve Vídni jako kameník v katedrále sv. Štěpána, kde se roku 1403 stal hlavním mistrem stavitelem katedrály. Václav byl pravděpodobně autorem původní architektonické myšlenky jižní věže. 
Italský vyslanec ho chtěl naverbovat do Milána, aby dohlížel na stavbu tamní katedrály Narození Panny Marie (il Duomo), Václav Parléř však zemřel dříve, než se mohl projektu ujmout, v roce 1404.
Totožnost Václava Parléře coby architekta katedrály ve Vídni není zcela potvrzena. Václav (Wenzel) bylo v té době v Čechách a jižním Německu běžné jméno a Parléř pochází z výrazu Parlier, což znamená „předák“ nebo „vedoucí stavby“ (viz polír).
Věhlas jeho rodu spolu s časovou shodou a výraznými stylovými paralelami mezi pražskou katedrálou sv. Víta a vídeňskou katedrálou sv. Štěpána společnou identitu činí pravděpodobnou.

## Galerie

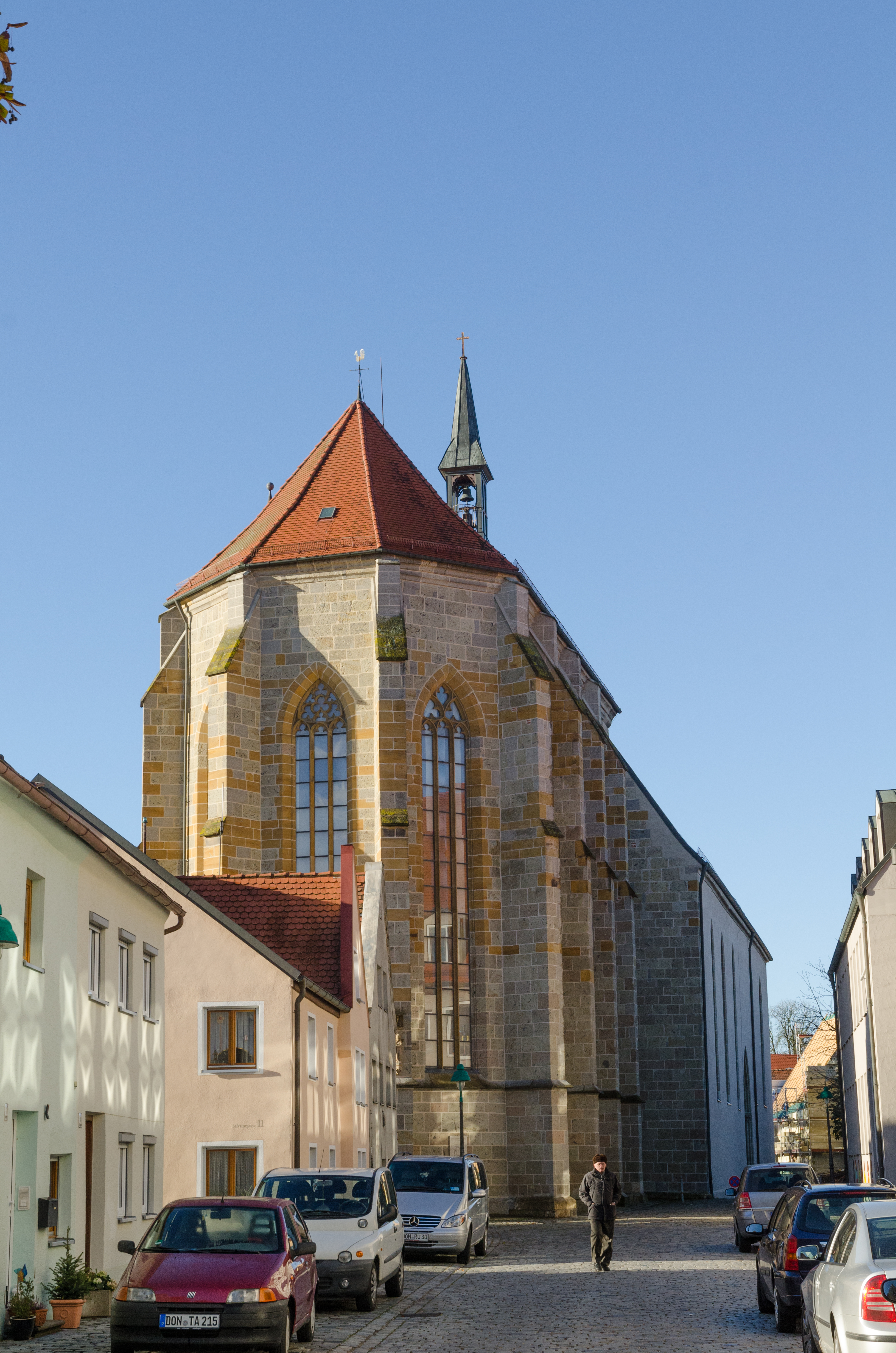
Exteriér kostela sv. Salvátora, Nördlingen, Německo
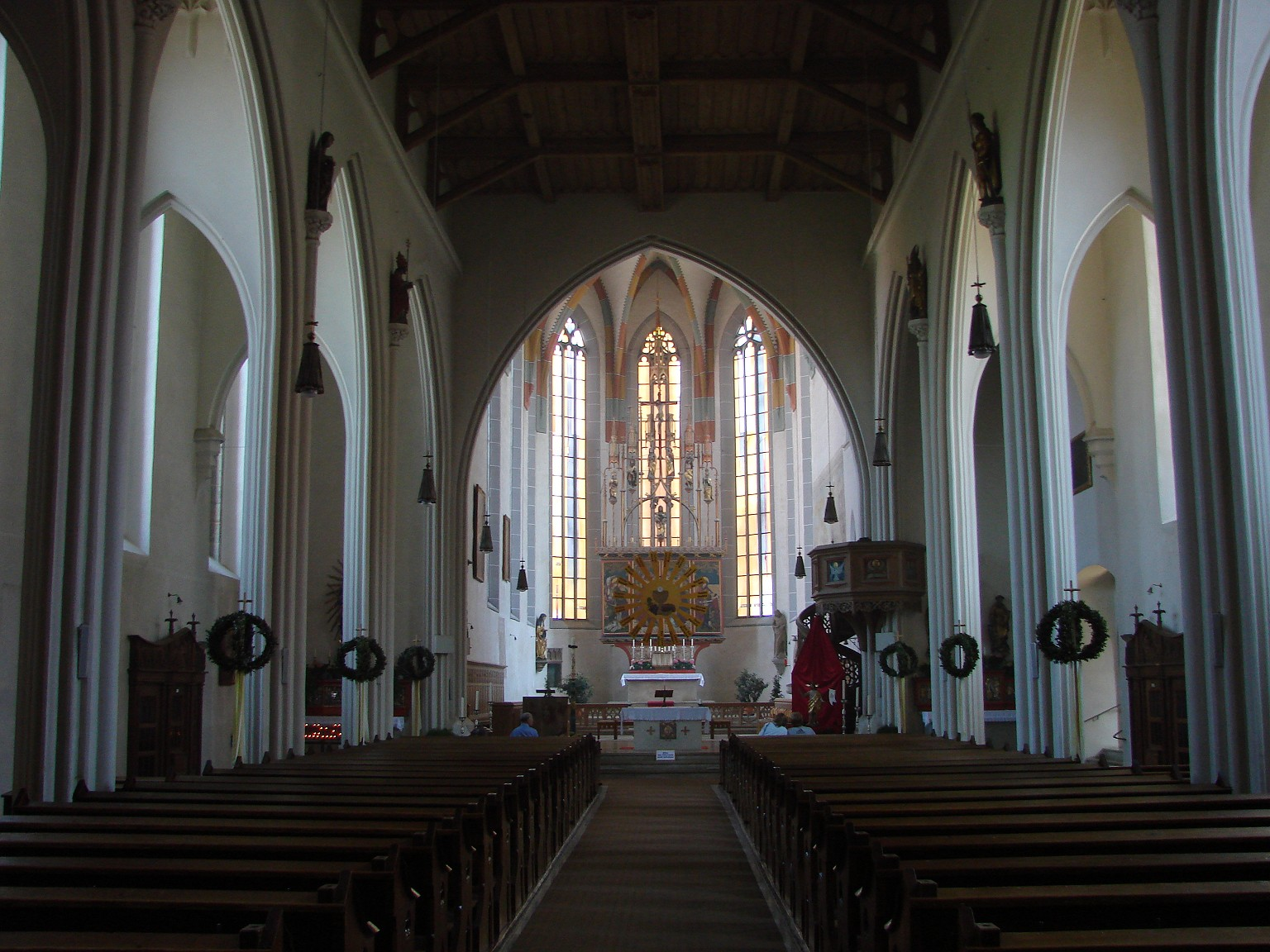
Loď kostela sv. Salvátora, Nördlingen, Německo
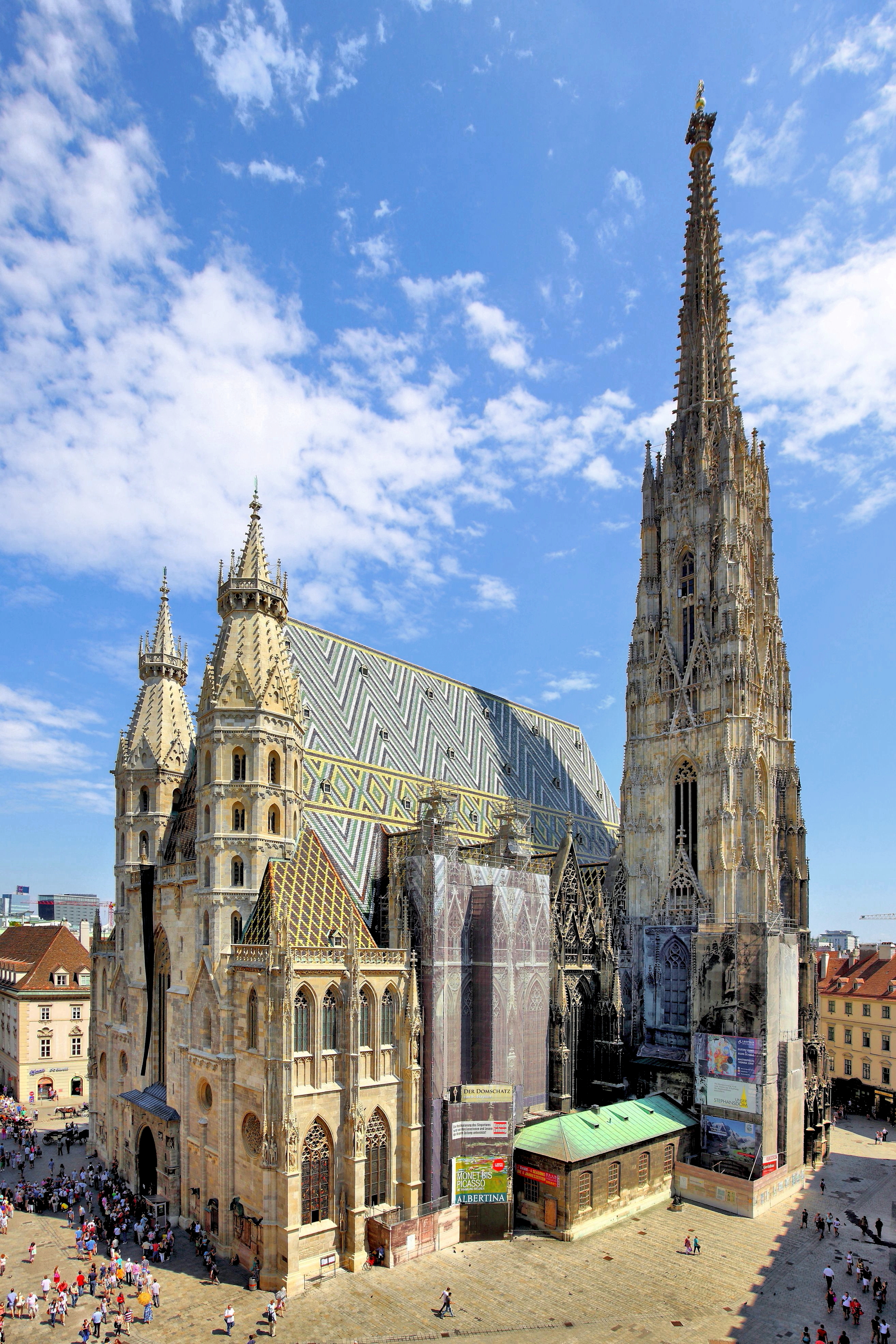
Katedrála sv. Štěpána ve Vídni s výraznou jižní věží původně postavenou Wenzelem Parléřem.